# Tusker

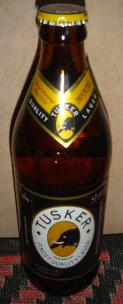
Tusker

Tusker är ett kenyanskt öl av typen lager från East African Breweries, och både bryggeriets och landets mest kända märke. Ölet har fått sitt namn efter den elefant som trampade ihjäl bryggeriets grundare, George Hurst. Ölets slogan "Bia Yangu, Nchi Yangu", betyder "Mitt öl, mitt land" på Swahili.